# チ・ン・ピ・ラ
『チ・ン・ピ・ラ』は、1984年に公開された日本の映画。カラー・102分。川島透監督。主演は柴田恭兵、ジョニー大倉。本物のヤクザになる訳でもなく毎日を自由気ままに生きていくチンピラ2人の苦悩・友情を描いた作品。

## ストーリー
競馬のノミ屋で生活しているチンピラの洋一（柴田恭兵）と道夫（ジョニー大倉）。ある日洋一は、仲間が伊藤会の組員ともめたことがきっかけで、親分格の大谷（川地民夫）から盃をもらって正式にヤクザになることを薦められる。チンピラからケジメをつけたいという洋一だったが、一方で兄貴分の道夫を差し置いて誘われたことに複雑な心境でもあった。その頃、洋一の預かっていたシャブがきっかけで、裕子（高樹沙耶）、道夫の運命の歯車が回り始める。

## キャスト
- 柴田恭兵（藤川洋一）
- ジョニー大倉（梅沢道夫）
- 石田えり（美也・道夫の愛人）
- 高樹沙耶（長崎裕子）
- 川地民夫（大谷・伊東会幹部）
- 鹿内孝（雨宮・伊東会幹部）
- 我王銀次（伊藤会若衆）
- 小野武彦（上田・刑事）
- 久保田篤（太）
- 利重剛（本多一彦）
- 大出俊（ハワイ行きの船長）
- 鹿沼えり、魁三太郎、金内喜久夫、中真千子、松熊信義、玉井碧、栩野幸知、山口仁、渥美博、深作覚　ほか

## スタッフ
- 監督：川島透
- 企画：金子正次
- 脚本：金子正次、川島透
- 音楽：宮本光雄
- 主題歌：PINK「PRIVATE STORY」
- 撮影：川越道彦
- 照明：磯貝誠
- 録音：瀬川徹夫
- 美術：尾関龍生
- 編集：高島健一
- 助監督：竹安正嗣
- 音響効果：帆苅幸雄
- カースタント：タケシレーシング
- MA：アオイスタジオ
- 現像：東洋現像所
- フィルム：長瀬産業
- プロデューサー補：酒井彰、河井真也
- プロデュース：角谷優
- 製作者：増田久雄、日枝久
- 製作：プルミエ・インターナショナル、フジテレビジョン

## 製作

### 撮影
東京渋谷でオールロケ。

## テレビ放送
- 視聴率はビデオリサーチ調べ

| 回数 | テレビ局   | 番組名             | 放送日         | 放送時間    | 視聴率 |
| ---- | ---------- | ------------------ | -------------- | ----------- | ------ |
| 初回 | フジテレビ | ゴールデン洋画劇場 | 1985年11月23日 | 21:02-23:09 | 15.4%  |

## ビデオ発売
東映ビデオより、税抜き13,390円で発売されていた。